# Nombres idonis d'Euler
En teoria de nombres, un nombre idoni d'Euler (també anomenat nombre adequat o nombre convenient) és aquell nombre natural n tal que qualsevol enter expresable com x² ± ny² (on x² és coprimer de ny²) és un nombre primer, potència de primer o una combinació d'ambdós.

## Definició
Un nombre positiu n és idoni si i només si no pot ser escrit com ab + bc + ac per valors enters positius diferents de a, b i c.
N'hi ha prou considerant el conjunt { n + k² | k² ≤ 3 · n ∧ gcd (n, k) = 1 }; si tots aquests nombres són de la forma p, p², 2 · p o 2s per un enter s, on p és un nombre primer, llavors n és idoni.

## Llista conjecturalment completa
El matemàtic suís Leonhard Euler, de qui reben el nom, va trobar 65 nombres idonis que va agrupar en una llista, i Carl Friedrich Gauss els va classificar, conjecturant que únicament existien els nombres d'aquella llista, que és la següent:
1, 2, 3, 4, 5, 6, 7, 8, 9, 10, 12, 13, 15, 16, 18, 21, 22, 24, 25, 28, 30, 33, 37, 40, 42, 45, 48, 57, 58, 60, 70, 72, 78, 85, 88, 93, 102, 105, 112, 120, 130, 133, 165, 168, 177, 190, 210, 232, 240, 253, 273, 280, 312, 330, 345, 357, 385, 408, 462, 520, 760, 840, 1320, 1365, i 1848. (successió A000926 a l'OEIS)
Weinberger va demostrar l'any 1973 que, com a màxim, existeix tan sols un altre nombre idoni a part dels mencionats anteriorment, i que, si la hipòtesi generalitzada de Riemann es compleix, llavors la llista està completa.